# Jaime García
Jaime García Cruz (3 ottobre 1910 – 16 maggio 1959) è stato un cavaliere spagnolo.

## Palmarès
- Giochi olimpici

Londra 1948: argento nel salto ostacoli a squadre.